# Oulad Delim

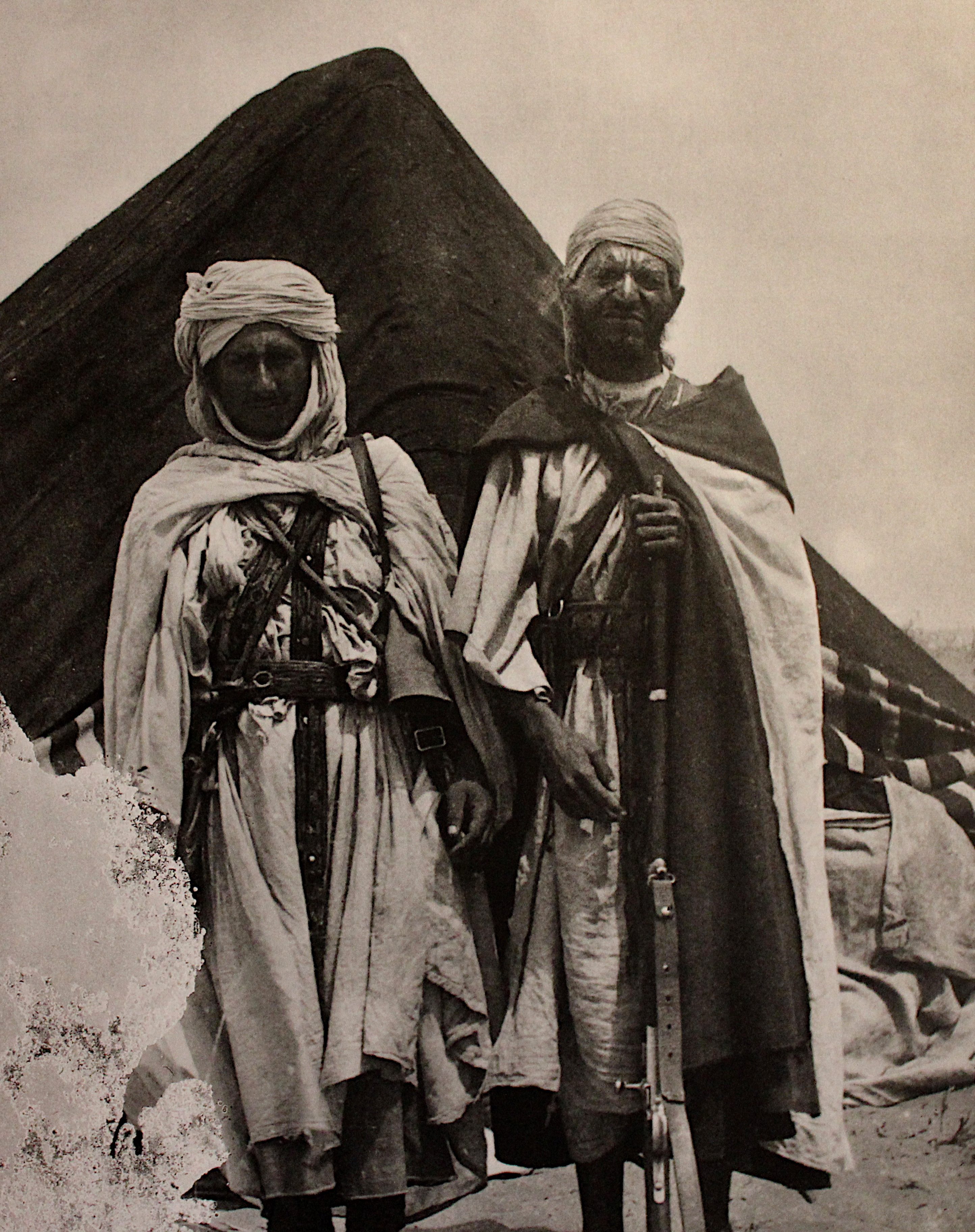
Jefes de la tribu Ulad Delim en Río de Oro, febrero de 1941. Foto tomada por Tomás Ázcarate Ristori.

La etnia Oulad Dleim (árabe أولأد دليم) es una tribu saharaui principalmente de origen árabe. Antiguamente se consideraba que tenían el estatuto de hassan es decir, formaban parte de la casta guerrera. Los Oulad Delim hablan árabe hassania. Según el historiador Ibn Khaldoun, León el Africano y Luis del Mármol Carvajal son la tribu más septentrional de las cinco tribus Beni Hassan (una rama de los banu maqil) establecidos en el Sáhara.
Tradicionalmente han vivido en las regiones del sur del Sáhara Occidental (Río de Oro), especialmente alrededor de la ciudad de Villa Cisneros y a la región entre Nuadibú y Idjil (noroeste de la Mauritania). Tenían amplias conexiones tribales con las tribus norteñas de Mauritania. Son musulmanes de la escuela malikita del sunismo. Se dividían en cinco fracciones: Ludeicat, Serahna, Ulad Baamar, Ulad Jaliga y Ulad Tagueddi, además de dos fracciones más en el Azawad: Oulad Salem y Oulad Moulat.
Su estilo de vida tradicional era nómada, basado en el pastoreo de camellos. 

## Posiciones
Fueron activos en la resistencia al adelanto del colonialismo europeo durante el siglo XIX, pero después de que España consolidara su control sobre el Sáhara en 1885, muchos Oulad Delim se inscribieron en la Agrupación de Tropas Nómadas y otras fuerzas auxiliares españolas.